# كم يونغ غوون
كيم يونغ غون ((الكورية: 김영권)) (مواليد 27 فبراير 1990 في جونجو، كوريا الجنوبية)، هو لاعب كرة قدم كوري جنوبي يلعب مع نادي غوانغجو إفرغراند كمدافع. مثّل منتخب كوريا الجنوبية لكرة القدم. سبق له أن لعب في كأس العالم لكرة القدم مع منتخب بلاده. فاز بميدالية أوليمبية في مسابقة كرة القدم.

## روابط خارجية
- كم يونغ غوون على موقع الاتحاد الدولي (مؤرشف)  (الإنجليزية)
- كم يونغ غوون على موقع الاتحاد الدولي (مؤرشف)  (الإنجليزية)
- كم يونغ غوون على موقع رابطة كرة القدم اليابانية للمحترفين (اليابانية)
- كم يونغ غوون على موقع دوري كوريا الجنوبية (الإنجليزية)
- كم يونغ غوون على موقع إي إس بي إن إف سي (الإنجليزية)
- كم يونغ غوون على موقع قاعدة بيانات كرة القدم.إي يو (الإنجليزية)
- كم يونغ غوون على موقع بيانات كرة القدم. دي إي (الألمانية)
- كم يونغ غوون على موقع ناشيونال فوتبول تيمز (الإنجليزية)
- كم يونغ غوون على موقع Soccerway.com (الإنجليزية)
- كم يونغ غوون على موقع عالم كرة القدم.نت (الإنجليزية)

قالب:تشكيلة كوريا في كأس آسيا 2015